# Louis-Auguste de Lyle de Taulanne
Louis-Auguste de Lyle, seigneur de Taulanne, de Garron et d'une partie de Séranon, dit le « marquis de Lyle-Taulanne » (titre de courtoisie), né à Grasse le 28 juillet 1716 et mort dans cette même ville le 28 avril 1795, est un officier de marine et aristocrate français du XVIIIe siècle.

## Histoire

### Origines
La légende familiale veut qu'il s'agisse d'une famille d'origine écossaise, établie en Provence et anoblie. Originaire de Glasgow, elle tire son nom des possessions que son ancêtre avait sur l'île de Bute en Écosse La famille de Lyle passe en France sous le règne de Charles VII, à la fin du XVe siècle, Guillaume de Lyle est reçus dans la compagnie des archers du roi.
Les sources nous montrent une ancienne famille grassoise de marchands très fortunés. Connu depuis 1497, par l'époux de Andrivette de Boniface : Honoré de Lyle, appartenant à une famille juive. Néophyte de la ville de Grasse, celui-ci reçoit le baptême et est imposé en 1512.
Agrégé progressivement à la plus ancienne noblesse grassoise, c'est Guillaume de Lyle, marié en 1555 à Eleonor de Blancard, qui est le premier seigneurs de Taulanne, par achat de cette seigneurie aux Castellane,.

### Famille
Louis-Auguste de Lyle naît à Grasse le 28 juillet 1716, il est le fils de Joseph Delisle (de Lisle ou Lyle), seigneur de Taulane et de Garron, co-seigneur du Bourguet et de Séranon (mort le 22 janvier 1759 à l'âge de 80 ans), et de Susanne de Grasse, fille d'Alexandre de Grasse, seigneur et Baron de Mouans et de Jeanne de Lisle. Ses parents se marient par contrat du 4 janvier 1709, de cette union naissent deux filles «dont j'ignore la destinée» : Jeanne-Marie et Claire, et un fils : Louis-Auguste.
Il épouse, par contrat signé le 9 août 1746, Rossoline de Grasse, fille de Jean-Baptiste de Grasse, Baron de Mouans et de Dame Anne-Françoise de Lyle. De ce mariage, naissent deux enfants morts jeunes, ainsi que leur mère (1755) et le troisième enfant février 1756.
Le 10 avril 1769, il épouse en secondes noces Madeleine-Prudence de Forbin-Gardanne. Leurs fils Édouard Honoré Amable est le premier marquis de Taulanne, il épouse le 20 octobre 1806 Vve Adèle de Ponteves-Bargème dont la fille Louise épouse le 28 aout 1834 Romée de Villeneuve,.

## Carrière dans la Marine
Il entre jeune dans la Marine du Roi. Il intègre une compagnie de gardes de la Marine en 1732, à l'âge de seize ans. Promu enseigne de vaisseau en 1738, il passe lieutenant de vaisseau en 1748, à la fin de la guerre de Succession d'Autriche. 
En 1757, au début de la guerre de Sept Ans, Lyle-Taulane commande la frégate La Pléiade de 26 canons et 200 hommes d'équipage ; il est promu capitaine de vaisseau le 13 avril 1757 ; il a alors 40 ans. La Pléiade fait partie d'une escadre qui transporte 2 000 hommes de troupes à Port Mahon pour la relève de sa garnison qui est ramenée à Toulon.
Il reçoit sa commission de capitaine de vaisseau le mois suivant, en mai 1757. En mai 1757, on l'envoie croiser au large devant le cap Sicié. En juin, une escadre composée de 3 vaisseaux et de 4 frégates parmi lesquelles était La Pléiade, sous les ordres de M. de Sabran, sort de Toulon pour aller en croisière en Sicile, puis à Malte où elle mouille. M. de Lyle-Taulane s'empare, le 29 juin, d'un navire de commerce anglais le Neptune, chargé de blé et de chanvre, allant à Gibraltar. 
Début, toujours sur La Pléiade, il fait partie de la flotte envoyée sous les ordres de Michel-Ange Duquesne de Menneville, porter secours à La Clue-Sabran qui s'était réfugié dans le port de Carthagène. Le 28 février 1758, au combat de Carthagène, il parvient à échapper à la capture, contrairement aux vaisseaux qu'il accompagnait.
Il est nommé brigadier des Armées navales en 1765, puis grand maître de la chiourme (c'est-à-dire du bagne) de Toulon. En 1769, il fait édifier le château de Taulane, par les bagnards qu'il avait sous sa garde. Les bois de sa charpente proviennent également des entrepôts de l'Arsenal, ils étaient initialement dévolus à la construction des navires de la flotte royale. 
Il se retire du service actif en 1777 avec une provision de chef d'escadre, après 45 années de service au cours desquelles il effectue 24 campagnes et reçoit 5 ou 6 commandements. Il est député de la noblesse aux États de Provence en 1788-1789.

## Armoiries
| Armes | Famille Lyle-Taulanne |
| ----- | --- |
|       | D'azur, à deux palmes d'or, posées en pal, adossées, accompagnées en chef, entre les deux palmes, d'une étoile du même. Devise : Evehunt ad sidera palma, en français : Élevez le palmier vers les étoiles. Cri de guerre : ANJ May en écossais. En français : Il m'est permis Couronne : de marquis, (titre de courtoisie) Support : deux chats noirs, un coq surmonte leurs armes. |